# ドゥラスノFC
ドゥラスノ・フトボル・クルブ（西: Durazno Fútbol Club）は、ウルグアイ・ドゥラスノを本拠地とするサッカークラブ。2010-11シーズン終了後はいかなる大会にも参加していない。

## 歴史
2005年11月22日に創立。ドゥラスノ県内にあるクラブ（セントラル、フベニル、ナシオナル、モジェス、ランプラ）が統合して発足した。
クラブ初の公式戦は2006年9月16日に行われた対エル・タンケ・シスレイ戦で、デビュー戦ながら3-0で勝利した。